# Liste von Kirchen in Kiew
Diese Liste enthält Kirchenbauwerke beliebiger christlicher Konfessionen in der ukrainischen Hauptstadt Kiew. Die Liste erhebt keinen Anspruch auf Vollständigkeit.
| Kirchenbauwerk                       | Kurzbeschreibung / Lage | Bild mit -Verlinkung |
| ------------------------------------ | --- | -------------------- |
| Alexanderkirche                      | Älteste römisch-katholische Kirche der Stadt zwischen dem Europäischen Platz und dem St. Michaelskloster                                                                             |                      |
| Andreas-Kirche                       | Durch künstlerischen Ausdruck und Originalität zählt die Andreaskirche zu den Meisterwerken der ukrainischen Baukunst des 18. Jahrhunderts am Beginn des Andreassteigs.              |                      |
| Auferstehungskathedrale              | 2011 geweihte Hauptkathedrale der Ukrainischen Griechisch-katholischen Kirche auf dem linken Ufer des Dnjepr im Rajon Dnipro                                                         |                      |
| Christi-Geburt-Kirche                | Von 1808 bis 1814 in klassizistischen Sti erbaute Kirche in Podil |                      |
| Elias-Kirche                         | 1692 erbaute Barockkirche am Dnepr-Ufer in Podil |                      |
| Erlöserkirche in Berestowo           | |                      |
| Höhlenkloster                        | UNESCO-Weltkulturerbe, Das Kijewo-Petscherska Lawra ist eines der ältesten Klöster der Kiewer Rus und liegt auf einem Hügel am Westufer des Dnepr südlich des heutigen Stadtzentrums |                      |
| Kirche der Fürbitte                  | In den Jahren 1895–1897 erbautes orthodoxes Kirchengebäude |                      |
| St. Katharinen                       | 1857 erbaute Kirche der Deutschen Ev.-Luth. Gemeinde in Kiew in der Vuliza Ljuteranska (Lutherische Straße)                                                                          |                      |
| Kreuzerhöhungskirche                 | klassizistischer Kirchenbau in Podil |                      |
| Kirche des heiligen Kyrill           | Kirche der Kiewer Rus aus der ersten Hälfte des 12. Jahrhunderts bei Babyn Jar |                      |
| Mariä-Entschlafens-Kathedrale        | UNESCO-Weltkulturerbe. Ein repräsentativer barocker Kirchenbau im Bereich des Kiewer Höhlenklosters                                                                                  |                      |
| St. Michaelskloster                  | nordöstlich der Kiewer Sophienkathedrale |                      |
| St. Nikolai auf dem Wasser           | Neu erbaute Kirche auf einem Pier im Dnepr in Podil |                      |
| Nikolai-Prytyska-Kirche              | Die Kirche ist das älteste erhaltene Gebäude Podil's und ein barockes Architekturdenkmal                                                                                             |                      |
| St.-Nikolaus-Kathedrale              | erbaut 1909, Neugotische röm-kath. Kathedrale |                      |
| St.-Nikolaus-Kirche auf Askolds Grab | 1810 erbaute klassizistische Kirche im Askold-Grab-Park |                      |
| St. Pantaleon (Kiew)                 | 1914 geweihte, orthodoxe Kathedrale im Stadtteil Feofanija des Stadtrajon Holosijiw                                                                                                  |                      |
| Kloster Mariä Schutz und Fürbitte    | ab 1889 erbautes, orthodoxes Kloster und Heilige-Nikolaus-Kathedrale neobyzantinischer Architektur auf dem Kudrjawez-Hügel                                                           |                      |
| Sophienkathedrale                    | UNESCO-Weltkulturerbe. Eines der herausragendsten Bauwerke europäisch-christlicher Kultur                                                                                            |                      |
| Pokrowska-Kirche                     | In den Jahren 1766 bis 1772 im Stil des ukrainischen Barock errichtetes architektonisches Denkmal                                                                                    |                      |
| Pyrohoschtscha-Kirche                | Orthodoxes Kirchengebäude in Podil aus dem 12. Jahrhundert, 1935 abgerissen und 1998 wiedererrichtet                                                                                 |                      |
| Wladimirkathedrale                   | Zwischen 1859 und 1882 errichtete Kathedrale in neobyzantinischen Stil am Taras-Schewtschenko-Boulevard                                                                              |                      |